# 阿克尔
在埃及神话中, 阿克尔 (Aker，也拼作Akar)是埃及最早被崇拜的神明之一，也是地平线的象征。有足够的证据表明该神受到崇拜比其他任何埃及地神都早, 比如说盖布. 阿克尔 本身意思为弯曲（的） ，因为埃及人察觉到地平线使一切弯曲。
作为地平线神，阿克尔也被认为是每一天的分界线。